# Orlovskij rajon (Oblast' di Orël)
L'Orlovskij rajon (in russo Орловский район?) è un rajon dell'Oblast' di Orël, nella Russia europea, il cui capoluogo è Orël. Istituito nel 1928, ricopre una superficie di 1.701 chilometri quadrati.